# 北上秋彦
北上 秋彦（きたかみ あきひこ、1950年 - ）は、日本の小説家。主にミステリー小説やホラー小説を執筆している。

## 経歴
岩手県九戸郡軽米町出身。広告代理店に勤務した後、保険代理店を経営。その傍ら作家を志し、1995年に『小説non』（祥伝社）からミステリー短編『現場痕』でデビュー。1997年、長編小説『種の終焉』で単行本デビュー。2004年、第3回北東文芸賞受賞。

## 作品一覧

### 単行本
- 種の終焉 The Killer Virus 殺人菌（1997年4月、祥伝社）
- クラッシュ・ゲーム（1997年9月、講談社）
- 種の復活 (1998年5月、祥伝社、2002年12月、祥伝社文庫）
- 謀略軌道 新幹線最終指令（1998年12月、角川書店）
- 戒厳令1999（1999年3月、光文社）
- 種の起源 The Origin of Species（1999年12月、祥伝社)
- 闇の殺戮者（2000年01月、双葉社）
- 呪葬（2000年3月、アスキー）
- 白兵（2001年3月、講談社）
- 火炎都市（2002年2月、実業之日本社）
- 現場痕（2003年7月、実業之日本社）
- 鬼哭青山遥かなり（2005年6月、日本放送出版協会）
- 吸血蟲（2007年1月6日、角川ホラー文庫）
- 死霊列車（2008年12月25日、角川ホラー文庫）
- 異郷の夏（2010年7月7日、新人物往来社）

## ラジオ出演
- 水越かおるのすっぴん土曜日（IBC岩手放送）